# Plaža Banje
Banje je najpoznatija i najpopularnija plaža u Dubrovniku.
Plaža je smještena u neposrednoj blizini Starog grada u smjeru istoka, između dubrovačkog hotela Excelsior i Lazareta.
Plaža je šljunčana i obogaćena je svim mogućim sadržajima kakvim današnje plaže mogu raspolagati.
Olujno je jugo 16. prosinca 2017. na plažu izbacilo protubrodsku minu iz Drugog svjetskog rata mase 800 kg koju su policijski službenici tijekom dana uklonili.